# 키즈 비치
키즈 비치(영어: Keyes Beech 키스 비치[*], 1913년 8월 13일~1990년 2월 15일)는 미국의 언론인이다. 제2차 세계 대전, 한국 전쟁, 베트남 전쟁에 대한 보도 활동으로 잘 알려져 있으며, 퓰리처상을 수상했다.